# Socapalm Kienké
Socapalm Kienké est une plantation et un site agro-industriel situé sur la commune de la Lokoundjé, département de l'Océan dans la région du Sud au Cameroun. 

## Géographie
La localité est située à proximité de la route nationale RN 17 à 16 km au sud-ouest de la ville côtière de Kribi et  à 57 km au sud du chef-lieu communal Fifinda I. La plantation s'étend sur près de 20 000 ha sur les rives de la rivière Kienké.

## Villages
Le groupement de villages Socapalm compte plus de 10 000 habitants lors du recensement de 2005, dont 2 599 habitants pour le Camp Chinois.
- Village I
- Village II
- Village III
- Village 4
- Village 5
- Camp SAV
- Camp Cadres
- Camp Chinois
- Camp Usine
- Kilombo I
- Kilombo II
- Camp Wijma

## Économie
Le village est le siège d'un site agro-industriel de Socapalm Kienké établi en 1978. L'école familiale agricole est créée en 2014. La concession de près de 20 000 ha en partie plantée constitue une des plus vastes plantations de palmiers à huile du pays.